# Hypocaccus rugifrons
Hypocaccus rugifrons är en skalbaggsart som först beskrevs av Gustaf von Paykull 1798.  Hypocaccus rugifrons ingår i släktet Hypocaccus och familjen stumpbaggar. Arten är reproducerande i Sverige.

## Underarter
Arten delas in i följande underarter:
- H. r. rasilis
- H. r. rugifrons
- H. r. subtilis
- H. r. completus